# Iván Alonso
Iván Daniel Alonso Vallejo, mais conhecido como Iván Alonso (Montevidéu, 10 de abril de 1979), é um ex-futebolista uruguaio que atuava como atacante. Atualmente joga está sem clube.
É primo do ex-futebolista e atual treinador Diego Alonso.

## Títulos
Nacional
- Campeonato Uruguaio: 2014–15

River Plate
- Recopa Sul-Americana: 2016
- Copa Argentina: 2015-16